# CS Szkolenie i Doradztwo
CS Szkolenie i Doradztwo – przedsiębiorstwo szkoleniowe, powstałe w 2001 r. na bazie b. Centrum Szkolenia i Doskonalenia Kadr Kolejnictwa, dzięki wydzieleniu z przedsiębiorstwa PKP przez restrukturyzację i formalną komercjalizację, którego udziałowcem pozostawały w 25,36% PKP.
Z dniem 1 grudnia 2016 spółka została przejęta przez Kolejowe Przedsiębiorstwo Turystyczno-Wypoczynkowe „Natura Tour” Sp. z o.o. i przyjęła nazwę CS Natura Tour spółka z ograniczoną odpowiedzialnością.

## Siedziba
Zarząd spółki mieścił się w Warszawie nieopodal przystanku PKP Warszawa Gocławek.

## Prezesi
- 2013-2016 – Krzysztof Mamiński
- 2016 – Andrzej Sojecki